# مک‌آدام، نیوبرانزویک
مک‌آدام (به انگلیسی: مک‌آدام، نیوبرانزویک) یک منطقهٔ مسکونی در کانادا است که در یورک، نیوبرانزویک واقع شده‌است. مک‌آدام ۱٬۱۵۱ نفر جمعیت دارد و ۱۴۶ متر بالاتر از سطح دریا واقع شده‌است.